# Souleymane Camara
Souleymane Camara (Dakar, 1982. december 22. – ) szenegáli válogatott labdarúgó. 

## Pályafutása

### Klubcsapatban
Dakarban született. A Monacóban kezdte a pályafutását 2001-ben, ahol négy évi játszott és 2003-ban megnyerte a francia ligakupát. 2004-ben kölcsönadták a Guingampnak. 2005 és 2008 között az OGC Nice játékosa volt. 2007-től 2020-ig a Montpellierben töltötte pályafutása leghosszabb időszakát. 2012-ben francia bajnoki címet szerzett.

### A válogatottban
2002 és 2012 között 35 alkalommal szerepelt az szenegáli válogatottban és 7 gólt szerzett. Részt vett a 2006-os és a 2012-es afrikai nemzetek kupáján, mellette tagja volt a 2002-es afrikai nemzetek kupáján ezüstérmet szerzett válogatott keretének és részt vett a 2002-es világbajnokságon is.

## Sikerei, díjai
AS Monaco
- Francia ligakupa győztes (1): 2002–03

Montpellier
- Francia bajnok (1): 2011–12

Szenegál
- Afrikai nemzetek kupája döntős (1): 2002